# Helen Merrill
Helen Merrill, pseudonimo di Jelena Ana Milčetić (New York, 21 luglio 1930), è una cantante statunitense.

## Primi anni e carriera
Jelena Ana Milcetic nacque a New York City nel 1930 da genitori di origini croate. Iniziò a cantare in jazz club del Bronx nel 1944, all'età di quattordici anni. Due anni dopo, iniziò a dedicarsi alla musica a tempo pieno. Nel 1952, la cantante debuttò in sala di incisione con la canzone A Cigarette for Company con la Earl Hines Band; la canzone fu pubblicata dall'etichetta D'Oro, creata esclusivamente per registrare il complesso di Hines con Helen. Etta Jones faceva parte del complesso a quei tempi e partecipò a questa sessione che fu pubblicata dalla Xanadunel nel 1985. In quel momento Helen Merrill era sposata con il musicista Aaron Sachs, con cui divorziò nel 1956.
La cantante fu scritturata dalla Mercury Records, nella nuova etichetta Emarcy. Nel 1954 registrò il suo primo album, un disco omonimo con il trombettista Clifford Brown e il bassista/violoncellista Oscar Pettiford, tra i tanti che parteciparono a questo progetto. L'album fu prodotto e arrangiato dall'allora ventunenne Quincy Jones.  Il successo dell'album Helen Merrill spinse la Mercury a proporle un contratto aggiuntivo di quattro album.
L'album successivo, Dream of You, uscì nel 1956 e fu prodotto e arrangiato dal pianista Gil Evans. Per Evans fu uno dei primi lavori: i suoi arrangiamenti per la Merrill costituirono i fondamenti musicali per il proprio lavoro negli anni successivi con Miles Davis.

## Lavoro internazionale
Dopo aver inciso sporadicamente dalla fine degli anni cinquanta fino agli anni sessanta, la cantante passò molto del suo tempo girando l'Europa, dove riscontrò un maggiore successo commerciale che negli Stati Uniti. Si stabilì per un po' di tempo in Italia, registrando un album e facendo concerti con i musicisti jazz Piero Umiliani, Chet Baker, Romano Mussolini, e Stan Getz. Nel 1960 il compositore Ennio Morricone lavorò con la cantante nell'EP Helen Merrill Sings Italian Songs inciso con la RCA.
Parole e Musica: Words and Music fu registrato in Italia con l'orchestra di Umiliani nei primi anni sessanta. Questo LP presenta delle insolite aggiunte che precedono ogni canzone, con traduzioni parlate dei testi dei brani.
Helen Merrill ritornò negli Stati Uniti nella metà degli anni sessanta, ma si trasferì in Giappone nel 1966, dopo aver fatto nel Paese un tour e aver sposato Donald J. Brydon (della United Press International) nell'aprile del 1967. A quei tempi divenne popolare in Giappone, fama che dura ancora oggi. Nel frattempo fu coinvolta in altri aspetti dell'industria discografica, producendo album per la Trio Records e presentando assieme a Bud Widom uno show con la FEN (Servizio radiofonico e televisivo delle forze armate) a Tokyo.

## Anni successivi
La Merrill ritornò negli Stati Uniti nel 1972 e continuò a incidere e a fare tour regolarmente. Negli anni successivi si cimentò in diversi generi musicali. Infatti registrò un album di bossa nova, un album di Natale e un tributo a Rodgers e Hammerstein, fra le tante incisioni. Due album in questi anni saranno tributi a dei collaboratori musicali del passato. Nel 1987, assieme a Gil Evans registrò con nuovi arrangiamenti i brani di Dream of You. Le nuove incisioni furono pubblicate con il titolo Collaboration, che diventò il più acclamato dagli album della cantante negli anni ottanta.
Nel 1987 coprodusse un CD, Billy Eckstine Sings with Benny Carter'. Nel 1995 registrò Brownie: Homage to Clifford Brown come tributo al trombettista. Nel 2000 incise anche un disco per ricordare le sue origini croate: Jelena Ana Milcetic a.k.a. Helen Merrill, una combinazione di jazz, pop e blues con diverse canzoni tradizionali cantate in croato. Registrò anche un album intitolato Lilac Wine nel 2003 che riscosse successo di critica. La Merrill è ancora in attività e famosa in Giappone dove per tre notti ha eseguito concerti al Blue Note di Tokyo nell'aprile del 2017.

## Vita privata
Helen Merrill si è sposata tre volte, la prima volta con il musicista Aaron Sachs, successivamente con il vice presidente della UPI, Donald J. Brydon, e la terza volta con il direttore d'orchestra Torrie Zito.
Ha un figlio nato dal primo matrimonio, conosciuto nell'ambiente musicale come Alan Merrill; cantautore, registrò la versione originale di I Love Rock 'n' Roll come vocalist degli Arrows, un gruppo rock britannico.

## Discografia parziale
- Helen Merrill (EmArcy, 1954)
- Helen Merrill with Strings (EmArcy, 1955)
- Dream of You (EmArcy, 1957)
- Merrill at Midnight (EmArcy, 1957)
- The Nearness of You (EmArcy, 1958)
- You've Got A Date With The Blues (MetroJazz Records, E1010 - 1958)
- American Country Songs (Atco, 1959)
- Helen Merrill Sings Italian Songs (RCA Italiana, Epa 30-387 - 1960)
- Parole e musica (RCA Italiana, LPM-10105 - 1960)
- Helen Merrill In Tokyo (King Records, SKJ 5 - 1963)
- The Artistry of Helen Merrill (Mainstream, 1965)
- Helen Merrill Sings Folk (London Records, SLH (J) 581966), uscito in Giappone
- Deep in a Dream (Milestone, 1965) con Dick Katz - ristampato nel 1967 con il titolo The Feeling is Mutual
- Bossa Nova in Tokyo (Victor, 1967)
- Something Special (Inner City, 1967)
- Autumn Love (Victor, SMJ-7453 - 1967)
- A Shade of Difference (Milestone, 1968) con Dick Katz
- Helen Merrill Sings Screen Favorites (Nivico, SJET-8054 - 1968), uscito in Giappone
- Helen Merrill Sings the Beatles (EMI, 1970)
- Sposin' (Victor, SMJX-10132 - 1971), con Gary Peacock Trio
- Love In Song (Trio Records, PAP-9086 - 1977), uscito in Giappone
- John Lewis/Helen Merrill (Mercury Records, SRM-1-1150 - 1977)
- Mas que nada (Victor, VFC-3106 - 1978), con Sadao Watanabe Quintet, uscito in Giappone
- Chasin' the Bird (Inner City Records, IC 1080 - 1979)
- Casa Forte (Trio Records, PAP-9246 - 1980)
- Affinity (Continental, HL-5017 - 1982), uscito in Giappone
- Sing A Swing With Digital (Diatone, DIA-012 - 1982), uscito in Giappone
- Imagination (Lob, LDC-1035 - 1982), uscito in Giappone
- Helen Merrill, Rodgers & Hammerstein Album (JVC, VIP-7320 - 1984)
- No Tears, No Goodbyes con Gordon Beck (Owl, 1984)
- A Shade of Difference con Dick Katz (Milestone, 1968; rimasterizzato per la Landmark, 1986)
- Music Makers (Owl, 1986)
- Jerome Kern Album (Victor, VDJ-1059 - 1986)
- Cole Porter Album (Victor, VDJ-1058 - 1986)
- Irving Berlin Album (Victor, VDJ-1143 - 1988)
- Collaboration: Helen Merrill-Gil Evans (EmArcy, 834 205-2 - 1988)
- Just Friends (EmArcy, 842 007-2 -1989) con Stan Getz
- Duets (EmArcy, 838 097 2 - 1989) con Ron Carter
- Christmas Song Book (Victor, VICJ 91 - 1991)
- Clear Out of This World (Antilles, 1992)
- Plaisir d'amour (Victor, VICJ-23176 - 1993), uscito in Giappone
- Brownie: Homage to Clifford Brown (Verve, 1995)
- Carrousel (Finlandia Records, 0630-14914-2 - 1996)
- You and the Night and the Music (Verve, 1998)
- Jelena Ana Milčetić a.k.a. Helen Merrill (Gitanes Jazz Productions, 543 089 2 - 2000)
- Lilac Wine (Gitanes Jazz Productions, UCCM-1045 - 2003)
- Helen Merrill at Nalen with Jan Johansson (Riverside Records, 000000000 - 2012), uscito in Svezia
- Live At The New Latin Quarter (NLQ Entertainments Co., Ltd., MMV-1001 - 2013), uscito in Giappone

con Billy Eckstine e Benny Carter
- Billy Eckstine Sings with Benny Carter (Verve, 1986)